# Crocidophora gensanalis
Crocidophora gensanalis là một loài bướm đêm trong họ Crambidae.